# ローズ＝アデライード・デュクルー
ローズ＝アデライード・デュクルー（Rose-Adélaïde Ducreux、1761年8月19日 - 1802年7月26日）は、フランスの画家、音楽家である。有名な画家、ジョゼフ・デュクルーの娘で、画家としては肖像画などを描いた。

## 略歴
パリで画家、ジョゼフ・デュクルー（1735-1802）の長女に生まれた。父親はルイ16世の宮廷肖像画家を務め、フランス革命後も人気のあった画家であった。弟のジュール・デュクルー（Alexandre-Jules Ducreux: 1772-1799）やレオン・デュクルー（Antonine-Léon Ducreux 1777-1799）も画家になった。
父親から絵画を学び、1786年に文学者のPahin de la Blancherieが主催した展覧会に初めて出展した
。フランス革命の後の1791年からパリのサロンが王立絵画彫刻アカデミーの会員以外の芸術家の出展も認められるようになった後、1791年、1793年、1795年、1798年、1799年のパリのサロンにミニアチュールや肖像画を出展した。自分の絵に署名をしなかったので、後世、デュクルーの絵画はジャック＝ルイ・ダヴィッドやアントワーヌ・ベスティエ、エリザベート＝ルイーズ・ヴィジェ＝ルブランといった他の画家による作品と考えられることになった。例えば、1791年のサロンの出展リストにあった「ハープ演奏をする自画像」と特定された作品は長い間ダヴィッドによる作品と考えられてきた。
優れた音楽家でもあり、音楽家のエティエンヌ＝ニコラ・メユールとも親しかった。演奏家としても活動し、いくつかの作曲もしたとされる。
1801年に海軍軍人フランソワ・ジャック・ルコイ・ド・モンジロー(François-Jacques Lequoy de Montgiraud: 1748-1804）と婚約し、1802年に結婚した。夫の任地であるカリブ海のフランスの植民地サン＝ドマングに移ったが、1902年にサン＝ドマングで黄熱病で亡くなった。

## 絵画作品

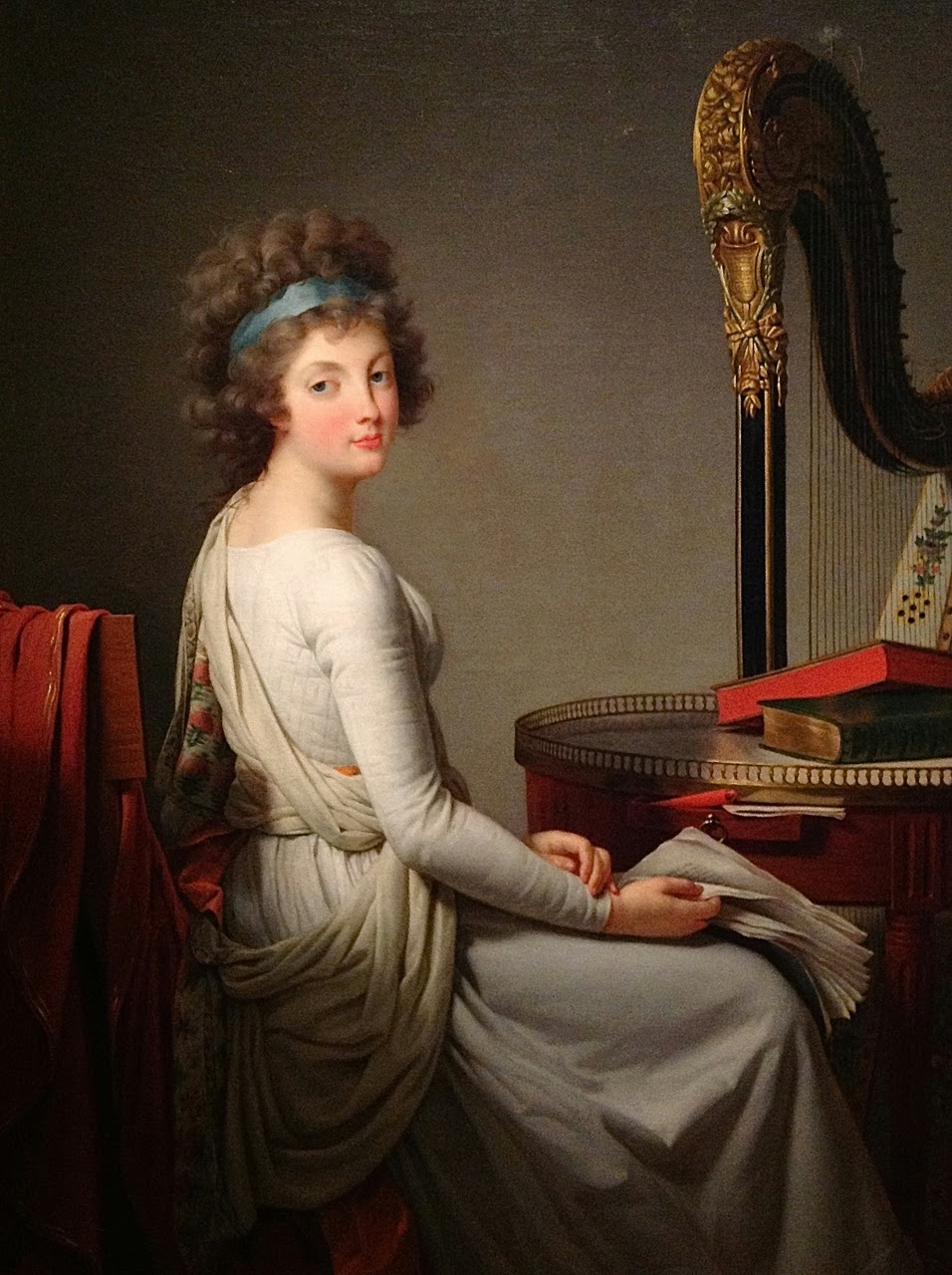
ランジェロン伯爵夫人Diana de la Vaupalièreの肖像画 (1790) ネルソン・アトキンス美術館
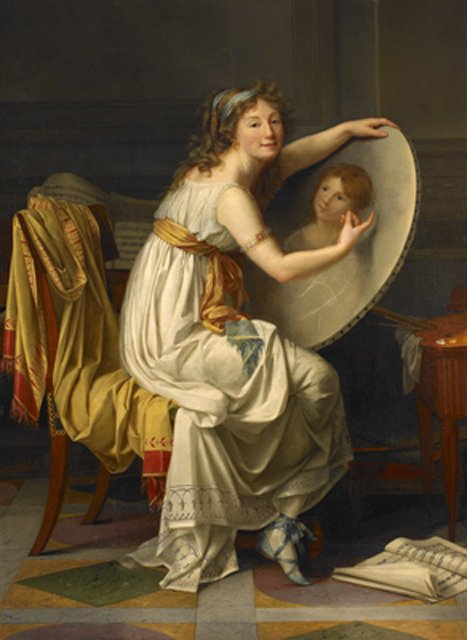
自画像（アデル・ロマニー作ともされる 1799) ルーアン美術館
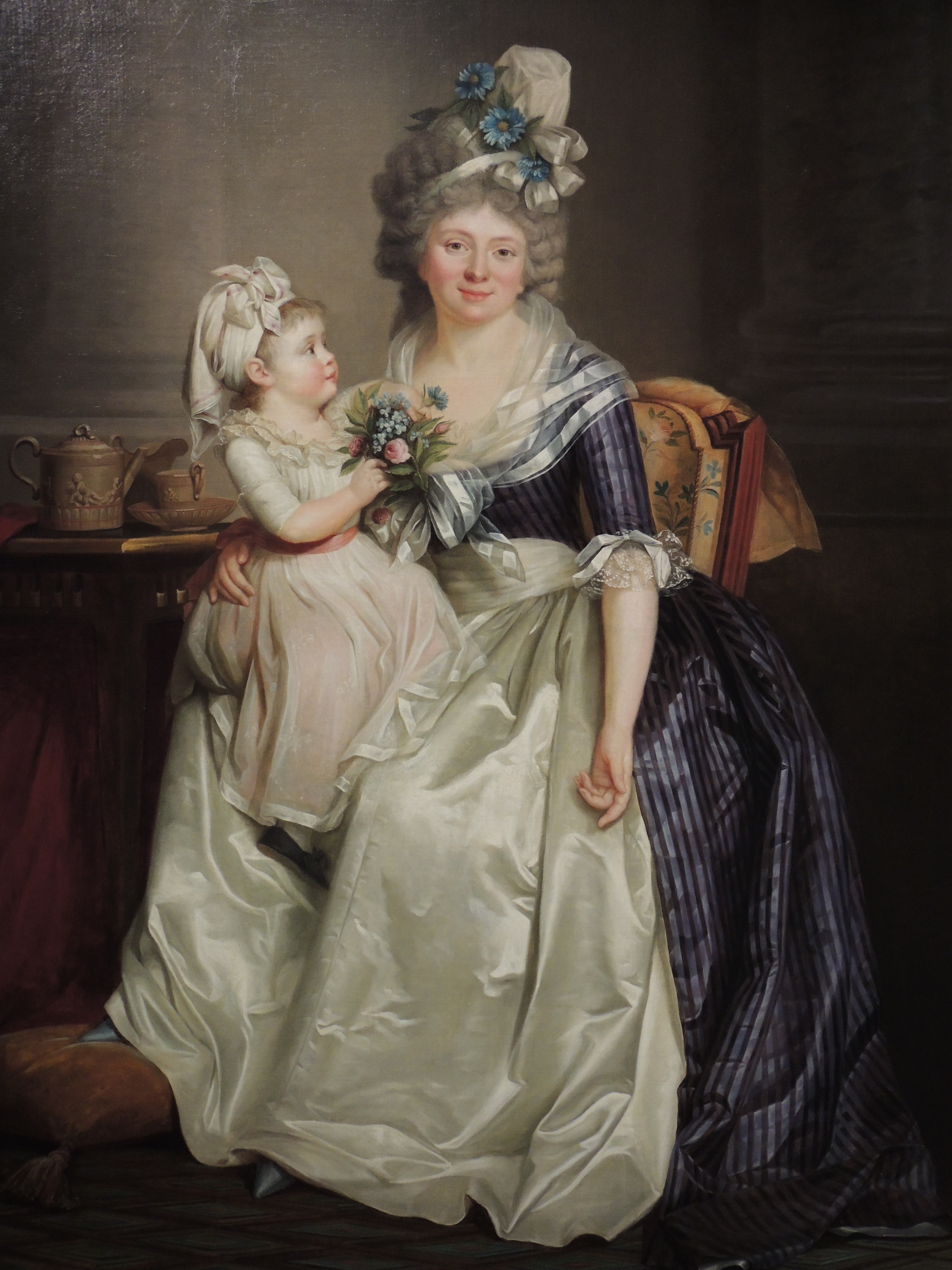
女性と娘の肖像画 リュクサンブール美術館
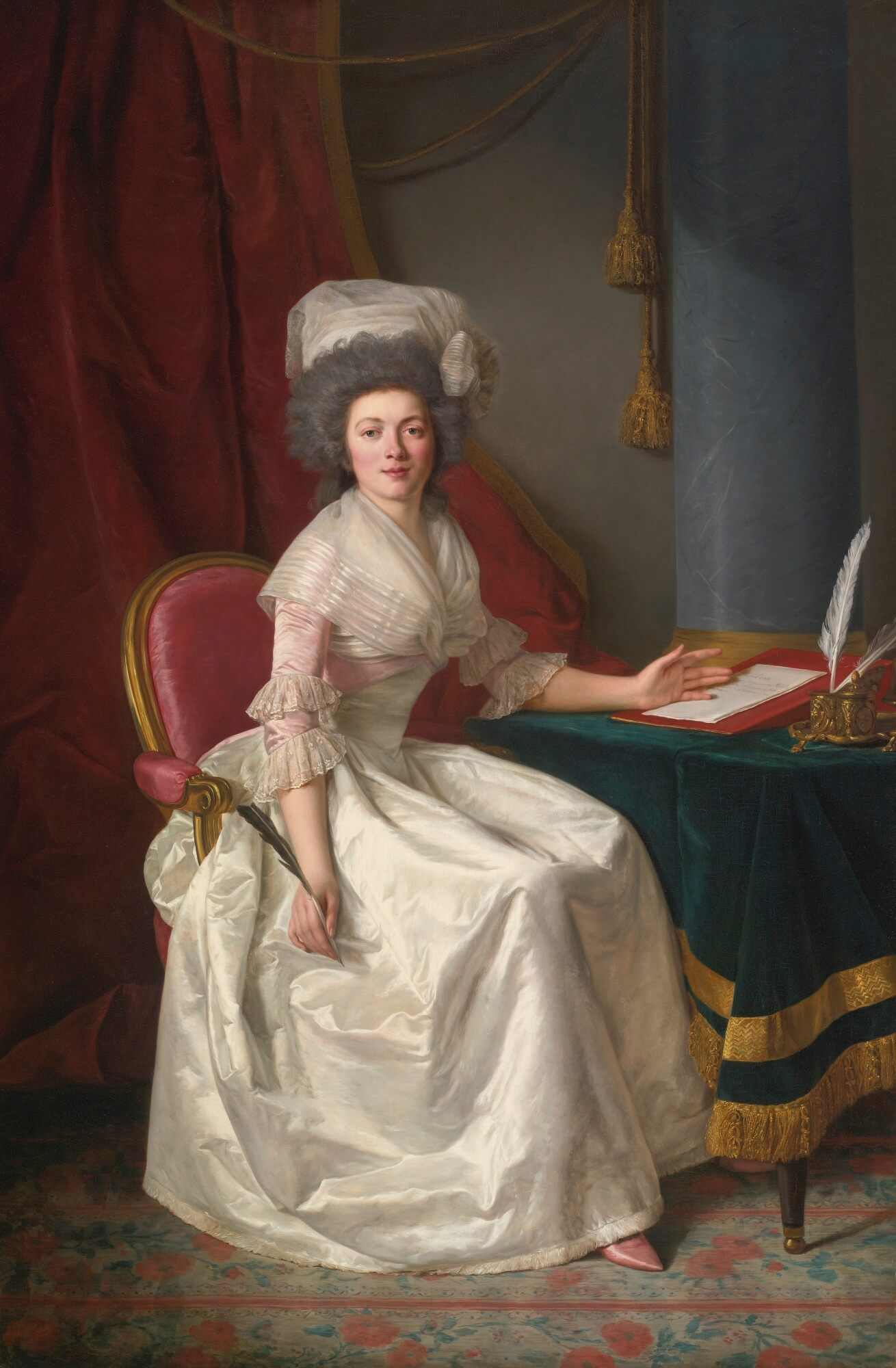
婦人の肖像画、個人蔵